# U-1223
U-1223 je bila nemška vojaška podmornica Kriegsmarine, ki je bila dejavna med drugo svetovno vojno.

## Zgodovina
Podmornica je bila 14. aprila 1945 izvzeta iz aktivne uporabe, nato pa so jo 5. maja 1945 namerno potopili zahodno od Wesermündeja.

## Poveljniki
| Poveljniki |                                    |                |                              |
| Št.        | Čin                                | Ime            | Poveljstvo                   |
| 1.         | Kapitanporočnik (Kapitänleutnant)  | Harald Bosüner | 6. oktober 1943 - marec 1944 |
| 2.         | Nadporočnik (Oberleutnant zur See) | Albert Kneip   | marec 1944 - 28. april 1945  |

## Tehnični podatki
| border="1" cellpadding="5" cellspacing="0" align="center"
|+Pregled karakteristik
|-
! style="background:#ffdead;" | Kategorije
! style="background:#ffdead;" | Podatki
|-
| Teža (t):
na površju
pod površjem
polna Teža
| 
1.120
1.232
1.545

|-
| Dolžina (m) - tlačni trup (m)
| 76,76 - 58,75
|-
| Širina (m) - tlačni trup (m)
| 6,86 - 4,44
|-
| Izpodriv (m)
| 4,67
|-
| Višina (m)
| 9,6
|-
| Moč (hp):
na površju
pod podvršjem
| 
4.400
1.000

|-
| Hitrost (vozlov):
na površju
pod podvršjem
| 
19
7,3

|-
| Doseg (milja/vozel):
na površju
pod podvršjem
| 
13.850/10
63/4

|-
| Torpeda/Torpedne cevi
| 22/6 (4 na premcu, 2 na krmi)
|-
| Krovni top (mm)
| 105 (110 granat)
|-
| Mine
| 44 TMA
|-
| Posadka
| 48-56
|-
| Maksimalni potop (m)
| 230
|-
|}